# فرط ضغط الدم الأساسي
فرط ضغط الدم الأساسي (بالإنجليزية: Essential hypertension)‏ أو فرط ضغط الدم الأولي (بالإنجليزية: primary hypertension)‏ أو فرط ضغط الدم مجهول السبب (بالإنجليزية: idiopathic hypertension)‏ هو أحد أنواع فرط ضغط الدم ويتميز بعد وجود سبب معروف له، كما أنه النوع الأكثر شيوعاً من أنواع ارتفاع ضغط الدم، وهو ما يمثل 90-95٪ من جميع حالات ارتفاع ضغط الدم.
عادة ما يبدو أن فرط ضغط الدم الأساسي عائلي الحدوث ويبدو أنه يحدث نتيجة تفاعل العوامل البيئية والوراثية، كما أن انتشاره يزداد مع تقدم السن، وأن الأشخاص الذين تظهر عليهم زيادة في ضغط الدم لديهم احتمال أكبر في إصابتهم بفرط ضغط الدم. إن الإصابة بفرط ضغط الدم يزيد من احتمال الإصابة بأمراض المخ والقلب والكلية.

## تاريخ المرض
يعد طبيب أمراض القلب والأوعية الدموية الأسترالي بول كورنر [الإنجليزية] أول من استخدم مصطلح فرط ضغط الدم الأساسي في أربعينات القرن العشرين.

## التصنيف
| التصنيف (JNC7)                     | ضغط الدم الانقباضي | ضغط الدم الانقباضي | ضغط الدم الانبساطي | ضغط الدم الانبساطي |
| التصنيف (JNC7)                     | mmHg               | kPa                | mmHg               | kPa                |
| ---------------------------------- | ------------------ | ------------------ | ------------------ | ------------------ |
| طبيعي                              | 90–119             | 12–15.9            | 60–79              | 8.0–10.5           |
| طبيعي مرتفع أو ما قبل فرط ضغط الدم | 120–139            | 16.0–18.5          | 80–89              | 10.7–11.9          |
| فرط ضغط الدم - المستوى الأول       | 140–159            | 18.7–21.2          | 90–99              | 12.0–13.2          |
| فرط ضغط الدم - المستوى الثاني      | ≥160               | ≥21.3              | ≥100               | ≥13.3              |
| فرط ضغط الدم الانقباضي المعزول     | ≥140               | ≥18.7              | <90                | <12.0              |

يصنف فرط ضغط الدم كما في الجدول إلى ضغط دم طبيعي وما قبل فرط ضغط الدم وفرط ضغط الدم من المستوى الأول والمستوى الثاني وفرط ضغط الدم الانقباضي المعزول اعتمادا على قراءات ضغط الدم في فترتين مختلفتين أو أكثر. إن المرضي الذين يعانون من ضغط دم مقداره 130/80 mmHg ومصابون بالسكري من النمط الأول أو النمط الثاني أو اعتلال الكلية فهم يحتاجون علاجا إضافيا.
ويستخدم مصطلح فرط ضغط الدم المقاوم بعد الفشل في خفض ضغط الدم رغم استخدام نظام علاجي من ثلاثة أدوية. وهنالك توجيهات علاجية منشورة في الولايات المتحدة والمملكة المتحدة حول فرط ضغط الدم المقاوم.

## عوامل الخطورة
في جميع المجتمعات المعاصرة تقريباً، ترتفع نسبة حدوث فرط ضغط الدم مع التقدم بالعمر وتصبح إمكانية الإصابة بفرط ضغط الدم في المراحل المتقدمة من العمر نسبة لا يستهان بها.
يحدث فرط ضغط الدم نتيجة لتداخلات معقدة بين الجينات والعوامل البيئية. وقد تم التعرف على عدد كبير من الجينات الشائعة التي لها تأثيرات ضئيلة على ضغط الدم، فضلا عن بعض الجينات النادرة ذات التأثيرات الكبيرة على ضغط الدم، ولكن لا تزال الأسس الجينية لفرط ضغط الدم غير مفهومة جيداً.
هناك عدة عوامل بيئية تؤثر على ضغط الدم. تشمل العوامل المرتبطة بأسلوب الحياة والتي تخفض ضغط الدم إنقاص كمية الملح المتناول مع الطعام،  وزيادة تناول الفواكه والمنتجات قليلة الدسم (الأسلوب الغذائي لوقف ارتفاع ضغط الدم (حمية داش)) والتمارين الرياضية  وفقدان الوزن  وإنقاص تناول من المشروبات الكحولية يساعد أيضاً في خفض ضغط الدم. التوتر النفسي له تأثير بسيط  مع تقنية الاسترخاء الخاص غير مدعوم بدليل. العوامل الأخرى مثل استهلاك الكافائين وتأثير عوز الفيتامين د  أقل وضوحا. ويعتقد أيضاً أن مقاومة الإنسولين، وهي أمر شائع في حالات السمنة، وتشكل أحد أركان متلازمة اكس (أو متلازمة التمثيل الغذائي)، تساهم في ارتفاع ضغط الدم. وتشير الدراسات الحديثة أيضاً إلى الدور الذي تلعبه الأحداث في وقت مبكر من الحياة (على سبيل المثال، انخفاض الوزن عند الولادة وتدخين الأم الحامل وعدم الإرضاع من الثدي) عوامل خطورة مؤهبة لفرط ضغط الدم للبالغين. ولكن الآليات التي تربط بين التعرض لهذه الأمور وفرط ضغط الدم لدى البالغين ما تزال غامضة.